# Gradiscutta (Varmo)
Gradiscutta (Gridiscjute in friulano) è una frazione del comune italiano di Varmo in provincia di Udine.
La località si trova a nord-ovest del comune di Varmo ed è attraversata dal fiume Varmo, a 20 metri s.l.m.

## Geografia fisica
Paese immerso nel verde e contornato da campi coltivati prevalentemente a mais. È attraversato dai fiumi Varmo e Roggia.

## Società

### Lingue e dialetti
A Gradiscutta, accanto alla lingua italiana, la popolazione utilizza il friulano centro-orientale, una variante della lingua friulana. Il dialetto del paese è simile a quello della frazioni vicine Belgrado, Santa Marizza, Roveredo, Madrisio ed il comune Varmo, presenta invece diverse modifiche dalle versioni parlate a Romans (usata la "z" al posto della s", simile a Rivignano) e Canussio (origini sconosciute).

## Monumenti e luoghi d'interesse
- Chiesa parrocchiale di San Giorgio Martire, consacrata nel 1930.